# Alazanska dolina
Alazan(j)ska dolina, Alazan(j)sko-arpičajska ravnica ili Alazan(j)sko-avtoranska ravnica (avarski: Цӏор, azerski: Alazan-Həftəran vadisi, cahurski: Гал, gruzijski: ალაზნის ველი, ruski: Алаза́нская доли́на, Алазань-Агричайская равнина, Алазань-Авторанская равнина) je međugorska akumulativna dolina koja se nalazi u južnom podnožju Velikog Kavkaza, u sjeveroistočnoj Gruziji i sjeverozapadnome Azerbajdžanu, uz rijeke Alazani i Arpičaj (azerski: Əyriçay, ruski: Агричай, ne miješaj s Arpačajem). Dio doline koja se nalazi u Gruziji također se zove Kahetijska ravnica, nazvanoj po gruzijskoj regiji Kaheti. Taj dio je jedan od najvažnijih vinogradskih područja Gruzije. Dužina doline iznosi 200 – 225 km, širina 20 – 40 km, a nadmorska visina 200 – 450 m.
Većina teritorija ove doline karakteriziraju nizine, šume hrasta i johe, polja, voćnjaci i vinogradi.
U Gruziji se na Alazanskoj dolini od važnijih mjesta nalaze: Cnori, Kvareli i Lagodehi.
U Azerbajdžanu se na Alazanskoj dolini od važnijih mjesta nalaze: Balaken, Kahi i Zakatali.